# Odznaka Turystyczno-Krajoznawcza PTTK „Młodzi Silni Weseli”
Odznaka Turystyczno-Krajoznawcza PTTK „Młodzi Silni Weseli” (w skrócie OMSW) – odznaka ustanowiona w 1984 roku i nadawana przez Koło PTTK nr 24 „Młodzi Silni Weseli” d. przy 108 Grunwaldzkiej Drużynie Harcerskiej „Dreptaki” im. prof. Romana Kobendzy w Warszawie w celu zachęcania społeczeństwa do uprawiania turystyki kwalifikowanej, poznawania kraju ojczystego, jego historii, kultury, współczesnego dorobku oraz piękna krajobrazu i przyrody.

## Historia
Odznaka została ustanowiona w 1984 roku w trzech stopniach: brązowym srebrnym i złotym. Początkowo była to odznaka klubowa, ale w miarę zdobywania popularności wśród turystów, została przekształcona najpierw na odznakę regionalną, a następnie na odznakę ogólnopolską. W grudniu 2004 roku dokonano nowelizacji regulaminu odznaki, m.in. wprowadzając stopień popularny oraz znosząc niektóre ograniczenia. Odznakę przyznaje Kapituła OMSW działająca przy Kole PTTK nr 24 „Młodzi Silni Weseli” w Warszawie.

### Stopnie odznaki
Odznaka ma cztery stopnie, które można uzyskać jedynie w podanej kolejności:
- Popularna
- Brązowa
- Srebrna
- Złota

### Warunki zdobywania
O odznakę może ubiegać się każdy kto ukończył 10 lat, niezależnie od swojej przynależności organizacyjnej, również nie będąc członkiem PTTK. Punkty na OMSW można zdobywać w czasie wycieczek pieszych (nizinnych i górskich), rowerowych, narciarskich, wodniackich (kajakowych i żeglarskich), motorowych oraz autokarowych odbywanych na dowolnym terenie, według regulaminów poszczególnych odznak turystyki kwalifikowanej oraz odznak krajoznawczych.
Podstawą do przyznania odznaki jest zdobycie ustalonej dla danego stopnia odznaki liczby punktów oraz spełnienie warunków dodatkowych określonych regulaminem. Wymagania podzielono na kilka grup:
- punkty według regulaminów odznak turystyki kwalifikowanej
- odbycie wycieczek minimum trzydniowych
- najciekawsze miasta z Kanonu Krajoznawczego Polski
- parki narodowe
- parki krajobrazowe
- rezerwaty przyrody, obszary ochrony ścisłej w parkach narodowych, ścieżki przyrodnicze, pomniki przyrody (w tym nieożywionej)
- obiekty krajoznawcze (dawne układy urbanistyczne, zabytki architektury, zabytki techniki)
- zabytki o wartości międzynarodowej
- obiekty współczesne
- pomniki
- muzea (narodowe, okręgowe lub regionalne, tematyczne oraz izby regionalne, skanseny, obiekty archeologiczne, jaskinie i wykopaliska)
- miejsca pamięci narodowej i martyrologii narodu polskiego, miejsca wielkich zwycięstw i tereny bitew oraz obozy koncentracyjne i cmentarze

Podczas zdobywania odznaki (od stopnia srebrnego) dopuszcza się zaliczenie punktów na wycieczkach zagranicznych, przy czym liczba uznanych punktów nie może przekroczyć 30% wymaganej punktacji na dany stopień OMSW.
Do uzyskania odznaki niezbędne jest posiadanie odpowiedniej liczby odznak turystyki kwalifikowanej i odznak krajoznawczych, w tym regionalnych. Ubiegający się o odznakę powinien mieć, lub może zdobyć odpowiednie odznaki (nowe lub wyższy stopień już posiadanej) w trakcie realizacji zadań na OMSW. Zdobywanie punktów za wycieczki i zwiedzanie powinno się odbywać również poza województwem, które zamieszkuje ubiegający się o odznakę (poza odznaką popularną na każdy stopień OMSW inne).
Autorem regulaminu oraz wszystkich wizerunków graficznych odznaki jest Roman Henryk Orlicz – Instruktor Krajoznawstwa Polski (IKP), Instruktor Ochrony Przyrody (IOP) i Przodownik Turystyki Pieszej (PTP) II st.